# Port lotniczy Dalandzadgad
Port Lotniczy Dalandzadgad (IATA: DLZ, ICAO: ZMDZ) – port lotniczy w Dalandzadgadzie, stolicy ajmaku południowogobijskiego, w Mongolii.

## Linie lotnicze i połączenia
- Aero Mongolia (Ułan Bator)
- Eznis Airways (Ułan Bator)